# Dougga
Dougga nebo Thugga jsou ruiny římského města v severním Tunisku, roztroušené na ploše 65 hektarů. Pro své zachovalé stavební památky byla lokalita Dougga zapsána na Seznam světového dědictví UNESCO v roce 1997.
Dougga bylo původně opevněnou berberskou vesnicí (Thugga znamená „pastviny“). Později, ve 2. století př. n. l., sloužilo jako sídlo numidského krále Massinisse. Římané obsadili město na konci 2. století př. n. l. Dougga bylo také pod byzantskou a poté vandalskou nadvládou.

## Fotogalerie

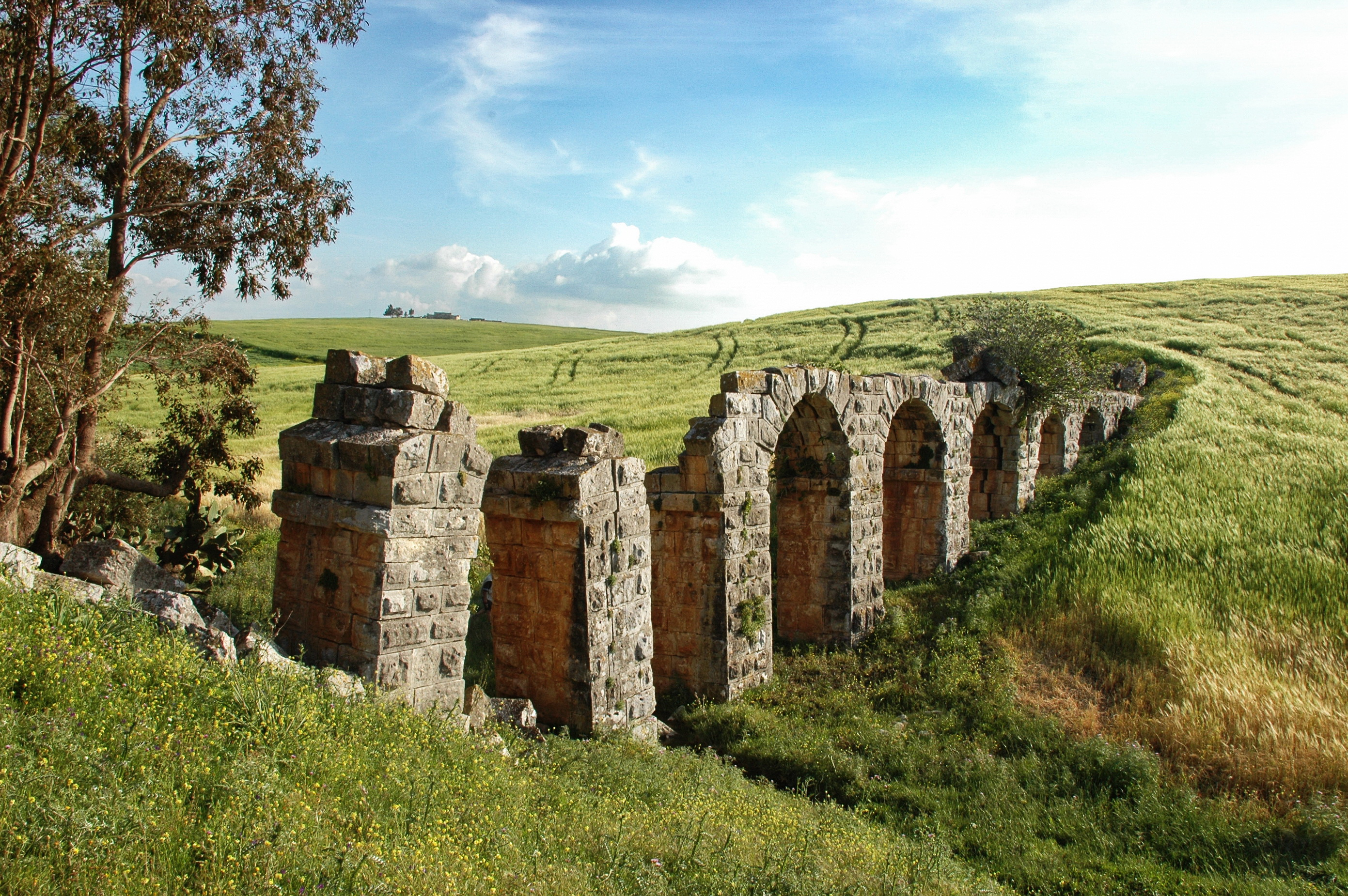
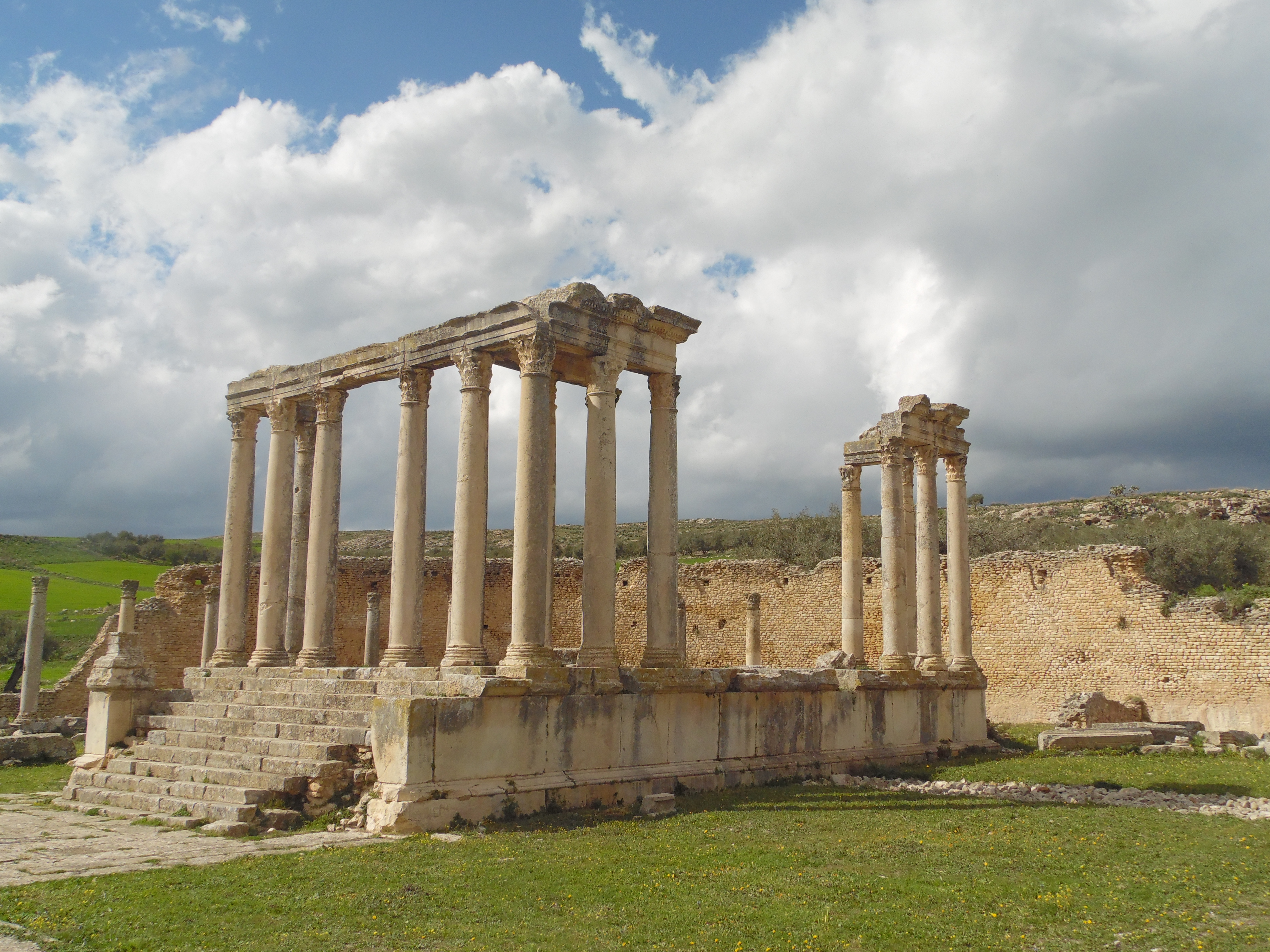
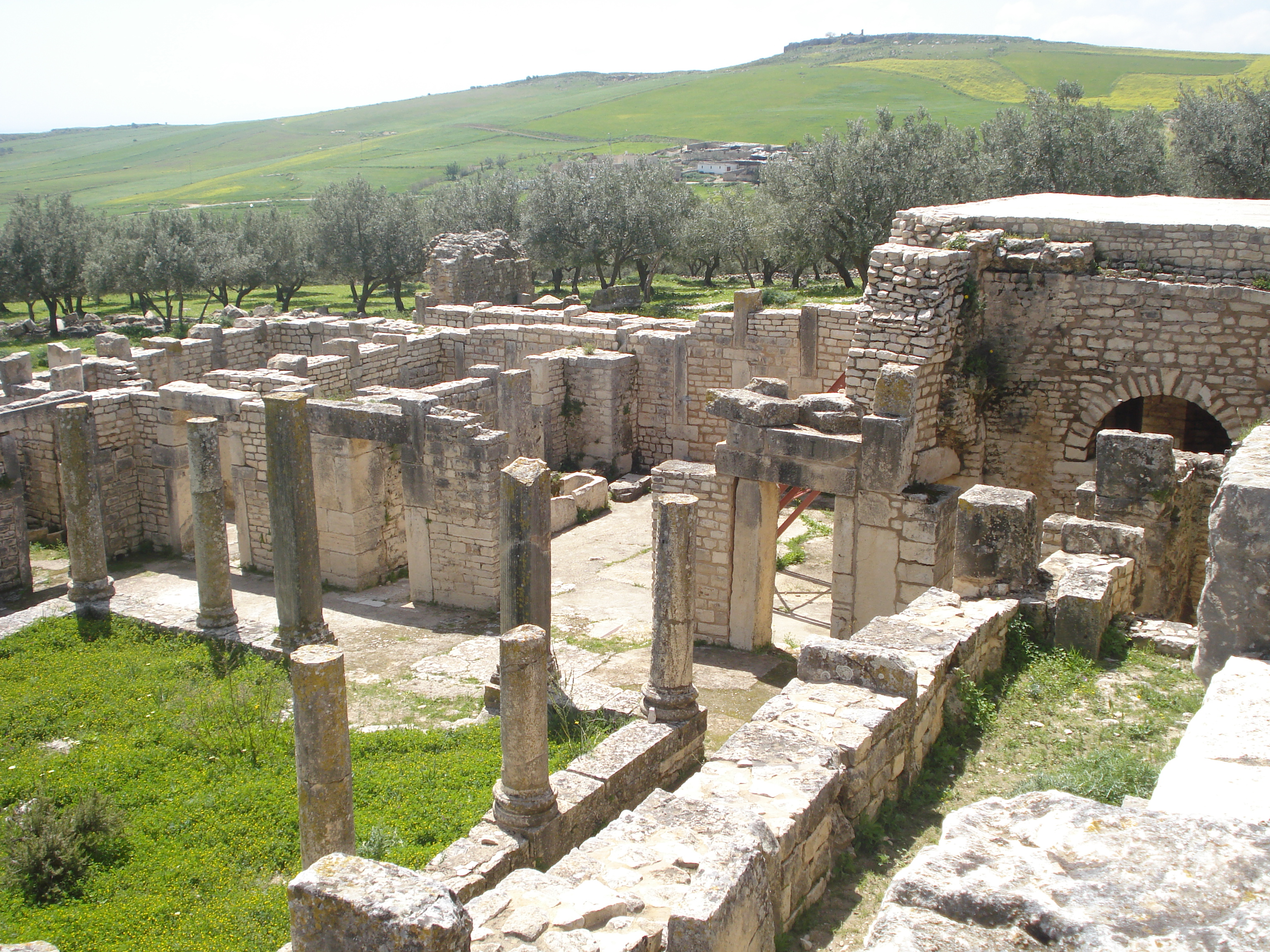
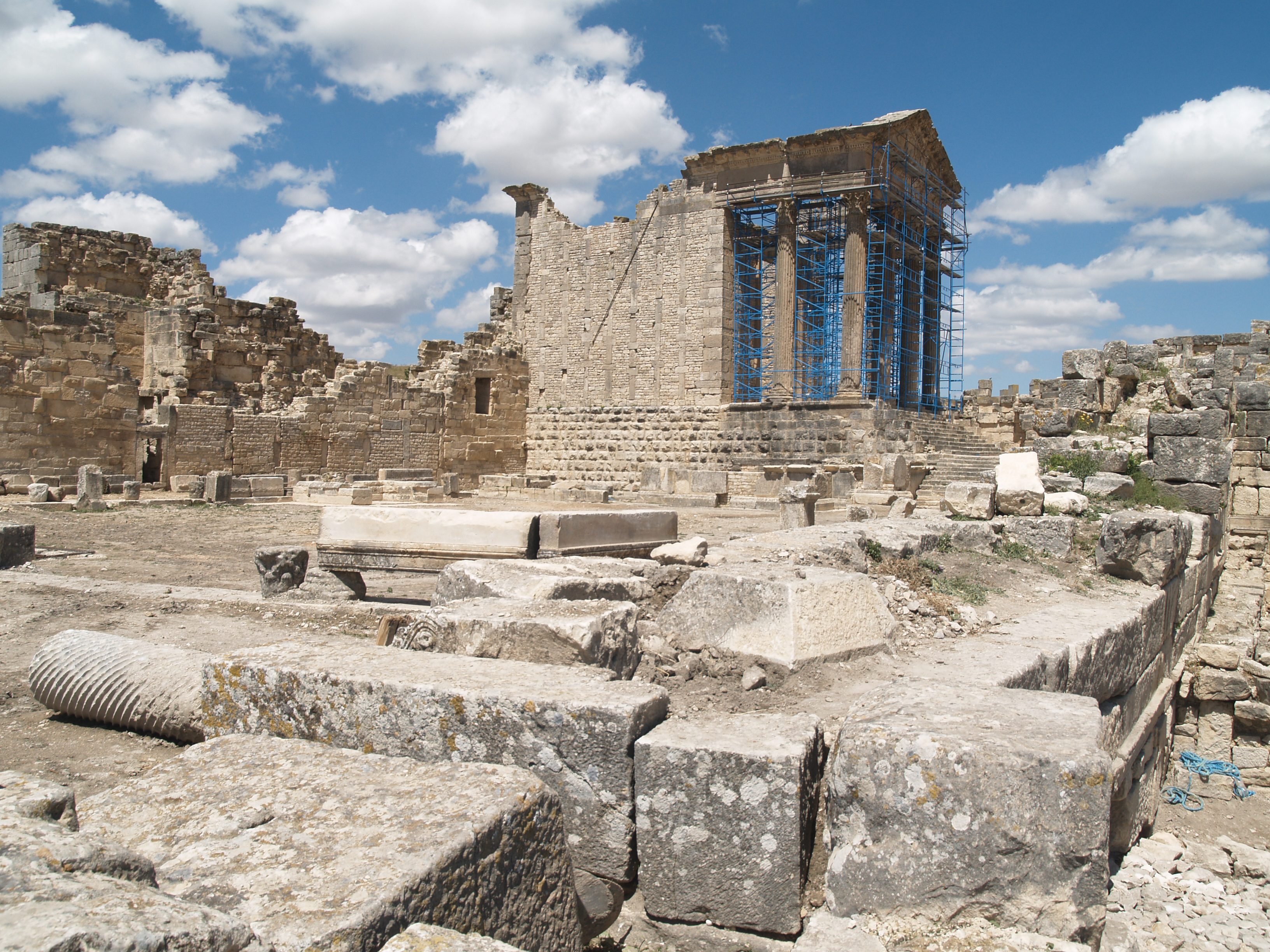